# 3-й гусарский полк (Великобритания)
3-й собственный Его Величества гусарский полк (англ. 3rd The King's Own Hussars) — кавалерийский полк Британской армии. Впервые сформирован в 1685 году. Он служил на протяжении трёх столетий, включая Первую и Вторую мировые войны, после чего в ноябре 1958 года был объединён с 7-м гусарским полком в Собственный Её Величества гусарский полк.

## История

### Славная революция
Истоки полка лежат в восстаниях 1685 года в Монмуте и Аргайле, которые вынудили Якова II позаимствовать Шотландскую бригаду у своего зятя Вильгельма Оранского (William of Orange), впоследствии Вильгельма III. 16 июня три отряда были отделены от Королевского драгунского полка герцога Сомерсета (Duke of Somerset’s Royal Dragoons), а их капитанам было приказано набрать дополнительных добровольцев из Лондона, включая Мидлсекс и Эссекс. Отряд базировался в Актоне, Западный Лондон, чтобы охранять подступы к Лондонскому Сити, но после поражения при Седжмуре 6 июля восстание распалось, и полк не принял участия в боях. К первоначальным трём взводам были добавлены три новых, один отдельный и два вновь сформированных, чтобы образовать Королевы-консорта полк драгун (The Queen Consort’s Regiment of Dragoons).
Александр Кэннон, шотландец, ранее служивший в Шотландской бригаде в Голландии, был назначен полковником в августе 1687 г. 5 ноября 1688 г. Вильгельм III высадился в Торбее в ходе вторжения, позже известного как Славная революция, а Джеймс собрал свою армию на Солсберийской равнине, чтобы блокировать наступление на Лондон. Однако многие перешли на другую сторону; бо́льшая часть Полка королевы-консорта последовала за подполковником Ричардом Левесоном в лагерь Вильгельма, а Кэннон со своим отрядом остался верен и остался с Джеймсом, когда тот отступал к Лондону. 31 декабря Левесон сменил Кэннона на посту полковника, и, как было принято, полк получил его имя и стал Драгунами Левесона.

### Война двух королейв Ирландии
В августе 1689 года полк, насчитывавший около 400 офицеров и человек, разделённых на шесть взводов (troop), был переброшен в Ирландию для участия в Вильямитской войне. Джеймс бежал из Англии во Францию в декабре 1688 года, но вернулся с армией в марте 1689 года и высадился в Корке (Ирландия), где обнаружил, что его поддерживает большинство католического населения. Экспедиционные силы Вильгельма высадились к югу от Белфаста 13 августа, не встретив особого сопротивления со стороны местных католических сил, и вошли в город 17 августа; драгуны Левесона высадились в Ирландии четыре дня спустя и заняли позицию недалеко от Белфаста. Ранние записи о действиях полка скудны, но, судя по всему, 2 сентября он вместе с остальными силами вильямитов двинулся на юг, дошел до города Ньюри, но не смог настичь гарнизон города, когда тот отступал. Армия вильгельмитов двинулась на юг к Дандолку, который они укрепили. Дальше они не продвигались, так как католическая армия численностью около 35 000 человек, по слухам, расположилась лагерем неподалеку в Арди. Полк столкнулся с небольшим отрядом католиков и убил пять человек 20 сентября, но был вынужден ждать октября, чтобы принять участие в своем первом крупном сражении. 27 октября 200 солдат полка вместе с отрядом 6-го (иннискиллингского) драгунского полка совершили набег на Арди, убив несколько дозорных и захватив большое количество скота и лошадей.

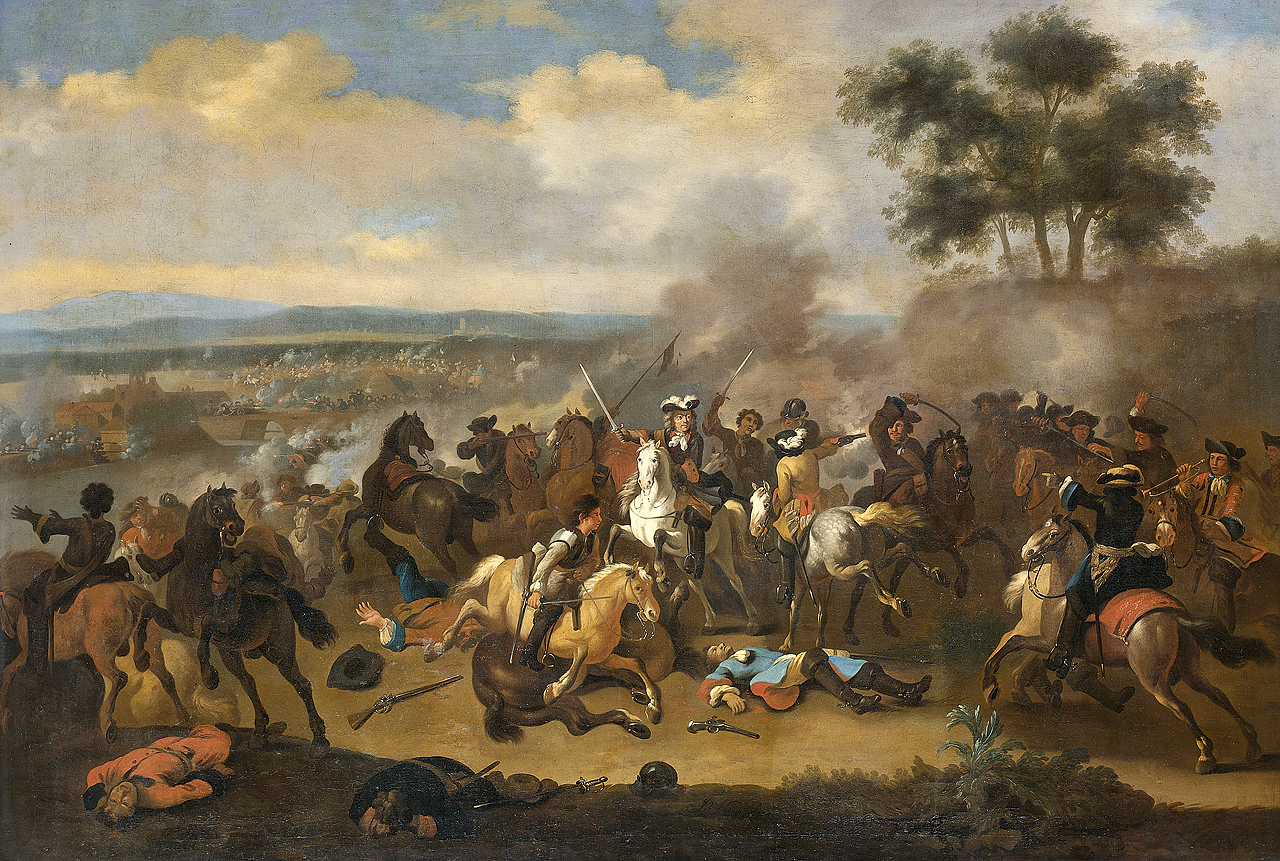
Битва при Бойне между Яковом II и Вильгельмом III, 11 июня 1690 года, Ян ван Хюхтенбург.

В ноябре армия вильямитов двинулась на север, и полк в последний раз принял участие в боевых действиях перед тем, как встать на зимние позиции в Лисберне; 26 ноября 60 солдат полка проводили разведку возле Чарлемонта, когда наткнулись на отряд городского гарнизона; они вступили с ним в бой, взяв несколько пленных. После этого полк удалился в зимние квартиры на отдых и принял около 200 новобранцев, доставленных из Англии, чтобы заменить потери от болезней; хотя точные данные о потерях полка неизвестны, вся армия к ноябрю понесла потери от лихорадки, агонии и дизентерии в количестве около 6000 человек. Полк вышел из зимних квартир в середине февраля 1690 года и сразу же начал действовать; в газете, выпущенной из Белфаста 14 февраля, сообщалось, что эскадрон полка входил в состав рейдовой группы, которая пересекла вражеские линии, сожгла замок и разграбила город, убив десять человек и взяв 20 пленных. Следующее зафиксированное действие полка произошло 22 июня, когда эскадрон и рота пехоты Танжерского полка столкнулись с фортом, гарнизонированным отрядом пехоты и примерно 500 кавалерией; вражеский отряд устоял и вел упорный бой, пока его командир не был убит, а католический отряд отступил.
Полк участвовал в битве при Бойне 1 июля, входя в состав 36-тысячной армии вильямитов, которая сражалась с 25-тысячной католической армией под командованием Якова II. На заключительных этапах битвы бо́льшая часть кавалерии Якова неоднократно атаковала наступающую пехоту вильямитов, чтобы обеспечить защиту отступающей католической пехоте, и смогла достичь деревни Донор. Деревня располагалась на возвышенности, с которой конные кавалеристы могли обстреливать наступающие войска вильямитов. Чтобы противостоять этому движению, один эскадрон полка поднялся на холм и вступил в бой с конницей, а остальные части полка обошли деревню и атаковали католиков с тыла, нанеся им большое количество потерь. Разгромив эти силы, полк соединился с голландским кавалерийским отрядом и двинулся вперед. Заметив ещё один отряд католиков, голландская кавалерия атаковала, но была отбита с большими потерями и отступила по узкому переулку. Когда голландцы перегруппировались, люди Левесона снялись с позиций и заняли позицию среди живых изгородей, выстроенных вдоль переулка, а также близлежащего дома; когда католическая кавалерия двинулась по переулку, они попали под огонь полка, нанеся тяжёлые потери и заставив оставшихся в живых отступить.
Сражение стало решающей победой вильямитов, Джеймс был вынужден отступить сначала в Дублин, а затем во Францию, так как армия вильямитов продвигалась на юг и 4 июля захватила Дублин. Полк не принимал участия во взятии Дублина, вместо этого ему было приказано продвигаться к городу Уотерфорд, где он принял капитуляцию городского гарнизона (а также гарнизона близлежащего порта Югал) и оставался до конца лета. Один из отрядов полка патрулировал окрестности, отряд вступил в бой с большой группой вооруженных католиков, нападавших на протестантские поселения в этом районе; отряд убил 60 и взял в плен 12 мирных жителей, а также напал на деревню Каслмартир и взял в плен ее католический гарнизон. Остатки полка перешли в Лимерик и приняли участие в неудачной осаде этого города, хотя конкретные действия полка неизвестны. Перед тем как полк отошёл в зимние квартиры в декабре, он вступил в бой и разогнал ещё несколько вооружённых групп гражданских лиц и пришёл на помощь отряду 27-го (иннискиллингского) пехотного полка, который попал в засаду католической пехоты и укрылся в разрушенном замке; отряд полка отбил пехоту и сопроводил отряд Иннискиллингского полка в безопасное место.
Полк покинул зимние квартиры в феврале 1691 года и сразу же начал действовать, войдя в состав объединённых сил пехоты и кавалерии, которые вступили в бой с двухтысячным католическим войском у Стримстауна и заставили его отступить; благодаря роли, которую полк сыграл в этих действиях, Левесон был повышен в звании до бригадного генерала. В мае большая часть вильямистской армии двинулась на север и осадила город Атлон, который пал через 11 дней, но полк не принимал участия в осаде, получив приказ расположиться лагерем в графстве Маллингар. В начале июля полк вошел в состав 12-тысячной армии вильямитов, которая разгромила 8-тысячную армию католиков в битве при Аугриме, приняв участие в массовом кавалерийском наступлении, прорвавшем позиции католиков в районе деревни Аугрим. Битва при Аугриме стала решающей победой короля Вильгельма, в ней погибли несколько ведущих католических генералов, и вильямиты закрепили свое преимущество; 20 июля они заставили сдаться Голуэй, а в августе начали вторую осаду Лимерика.
Полк не принимал непосредственного участия в осаде, вместо этого в конце августа его отрядили и приказали продвигаться на юго-запад в Керри для разведки и преследования католических сил в окрестностях Лимерика. 2 сентября полк устроил засаду и разгромил два полка католической кавалерии, а через несколько дней подчинил себе несколько католических гарнизонов между Корком и Лимериком. Полк понёс многочисленные потери, но, что более важно, захватил тысячи голов скота; один из современных источников утверждает, что большая часть провизии для осады Лимерика была предоставлена полком. 22 сентября Лимерик пал под натиском вильямитов, фактически завершив конфликт в Ирландии; полк был выведен в зимние квартиры, а весной 1692 года перевезён в Англию.

### Война Аугсбургской лиги
Полк пробыл в Англии почти три года, прежде чем снова принял бой. В течение этого периода, когда полк набирался для пополнения своих рядов, он потерял полковника Левесона, когда король Вильгельм присвоил ему звание генерал-майора. (Левесон был отправлен командовать войсками, сражавшимися в Испанских Нидерландах в рамках английского вклада в Войну Аугсбургской лиги («Девятилетнюю войну»), а затем умер в марте 1699 года в замке Бивер-Касл). В январе 1694 года его сменил Томас, 5-й барон Фэрфакс из Камерона; в результате полк потерял название «Драгуны Левесона» и вернулся к своему прежнему названию Её Величества драгунский полк (The Queen’s Dragoons).
Весной 1694 года полк, вместе с другими английскими частями, был осмотрен королём Вильгельмом и затем перевезён в Нидерланды, где 16 апреля высадился в Виллемстаде (ныне в Северном Брабанте). Через два месяца полк отправился на соединение с основной частью английской армии у Тирлемонта во Фландрии, расположившись лагерем в тылу позиций армии, чтобы «прикрыть кварталы Его Величества» (to cover His Majesty’s quarters). Лето 1694 года полк провёл в составе бригады с Королевским конным гвардейским и Королевским шотландским серым полками, участвуя в манёврах и стычках с войсками противника, прежде чем в октябре отойти в зимние кварталы под Гентом. К февралю 1695 года численность полка увеличилась с шести до восьми человек, кроме того, у полка появился ещё один новый командир: лорда Фэрфакса сменил Уильям Ллойд, ранее занимавший должность подполковника драгун Эссекса.
Летом 1695 года, когда основная часть английских войск была занята второй осадой Намюра, полк вошёл в состав отряда, занявшего город Диксмёйде с целью отвлечь французские войска, стремившиеся снять осаду Намюра. Силы были успешными, отвлекая большое количество французских войск от Намюра, которые продолжили осаду города; однако вместо того, чтобы удержать Диксмёйде, как предполагалось, датский генерал, командовавший силами, сдал город 18 июля, и, как следствие, полк стал военнопленным. Офицер, командовавший полком, потребовал, чтобы полку разрешили попытаться прорвать осаду города и бежать, но генерал отказал ему в этой просьбе. Хотя просьба была отклонена, многие офицеры и солдаты сломали своё оружие, чтобы отдать его французам перед сдачей. Полк оставался в плену несколько недель и был освобождён только после того, как осада Намюра увенчалась успехом и командующий французскими войсками герцог Луи-Франсуа де Буффлер сдал город; после переговоров с Людовиком XIII Буффлер был обменян на всех английских военнопленных.
После освобождения полк отошел в зимние кварталы и получил подкрепление. Затем, летом 1696 года, он входил в состав отдельного корпуса, расположившегося под Ньивпортом в Южных Нидерландах, несколько раз вступал в стычки с французскими войсками, когда те пытались атаковать этот район, но так и не принял участия в крупном сражении. Судя по всему, полк также не участвовал в боевых действиях в течение 1697 года. В течение года он был переброшен в Брюссель для защиты подступов к городу и оставался там до подписания Ризвикского договора в сентябре 1697 года. После подписания договора, означавшего окончание Войны Аугсбургской лиги, полк вернулся в Англию.

### Война за испанское наследство
Огромные расходы, понесённые Англией во время ведения Вильгельмом III Войны Аугсбургской лиги, возмутили парламент, что привело к значительному сокращению финансирования армии; в первую очередь это коснулось денежного довольствия солдат, которое было резко сокращено, и удержания вознаграждений, которые солдатам часто обещали перед отправкой в бой. Численность многих полков была сокращена, в том числе и Собственного Её Величества драгунского полка (The Queen’s Own Dragoon’s), численность которого уменьшилась вдвое. Во время мирного периода между окончанием Войны Аугсбургской лиги в 1697 году и началом Войны за испанское наследство в 1702 году полк выполнял ряд мелких задач, подобающих его уменьшенному размеру; он нес службу по сбору прибрежных налогов, противостоял контрабандистам и сопровождал короля во время его поездок в Нидерланды. Война за испанское наследство началась в мае 1702 года, а в июне в Каусе на острове Уайт под командованием графа Ормонда были собраны английские экспедиционные силы, которым было поручено высадиться в Кадисе (Испания) и захватить окрестности; 18 офицеров, 24 унтер-офицера и 186 солдат из полка входили в состав этих сил. Полк отплыл из Кауса 23 июня и высадился в Кадисе 15 августа, где вскоре вступил в бой с испанскими войсками. Будучи единственным кавалерийским соединением в составе экспедиционных сил, полк постоянно использовался в качестве пикинёров на переднем крае английского наступления, а также для охраны и защиты аванпостов. Полк вёл стычки с испанскими войсками в течение сентября, но попытка осадить Кадис оказалась гораздо сложнее, чем ожидалось, и закончилась победой испанцев, в результате чего полк был отправлен на транспорты, предназначенные для Англии. Во время плавания, однако, транспорты получили сообщение о том, что испанские военно-морские силы были замечены при попытке высадки у города Виго. Транспорты повернули обратно в сторону Испании, достигли Виго 12 октября и выгрузили полк. Подробностей об участии полка в последовавшем за этим сражении в бухте Виго немного, но, судя по записям, все испанские корабли, участвовавшие в попытке высадки, были либо уничтожены, либо сожжены, а полк получил значительную сумму призовых за свое участие в этом сражении.
После битвы полк не вернулся в Испанию, чтобы присоединиться к английским экспедиционным силам, а вместо этого получил приказ вернуться в Англию; в течение почти четырёх лет полк оставался в Англии, размещаясь в Кенте и на острове Уайт в качестве гарнизонного подразделения, время от времени собираясь на парады и смотры. В декабре 1703 года Уильям Ллойд продал полковничье звание Джорджу Карпентеру, который принял командование полком. В 1706 году полк был вновь переведен на остров Уайт, где 240 офицеров, унтер-офицеров и солдат были прикреплены к собравшемуся там 8-тысячному отряду. Перед войсками была поставлена задача высадиться на побережье Франции в районе Шаранты и с боями пробиться вглубь страны, опираясь на помощь местного протестантского гражданского населения. Флот покинул Англию 30 июля, но операция была отменена из-за плохой погоды и неспособности голландских военно-морских сил, которые должны были встретиться с транспортами и сопроводить их к французскому побережью. Затем транспортам было приказано направиться в Испанию, где они должны были высадиться в Кадисе и усилить английские войска в этом районе; однако плохая погода заставила корабли оставаться в Торбее в течение одиннадцати недель, а войска оставались на борту, до середины августа, когда они попытались отплыть в Лиссабон. Однако ещё более суровая погода не позволила разгрузить корабли в Лиссабоне, и они оставались там еще два месяца; за это время полк и другие английские войска на борту кораблей понесли сотни потерь из-за отсутствия нормальной пищи и воды, а также вспышек заболеваний. К январю 1707 года погода успокоилась настолько, что корабли смогли покинуть гавань Лиссабона, а в феврале они достигли Аликанте, где войска были выгружены; из 8000 солдат, взошедших на борт транспортов в июле 1706 года, выжили только 4400 человек.

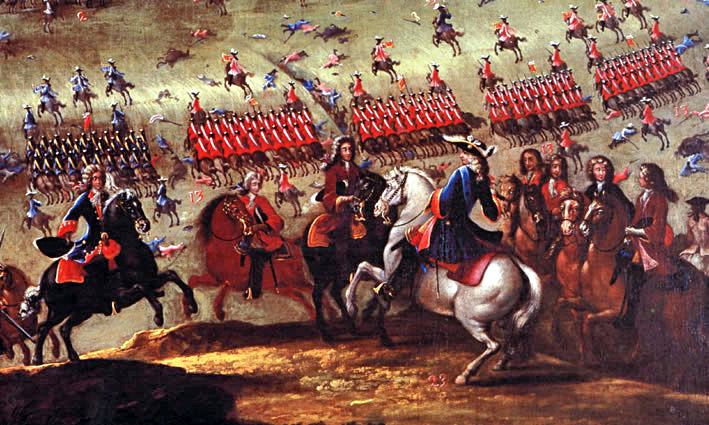
«Битва при Альмансе», авторы Филиппо Паллотта и Буонавентура Лигли.

Затем остатки сил, включая полк, прошли 40 миль до Каудете, чтобы соединиться с армией союзников, состоящей из английских, голландских, немецких и португальских войск под командованием графа Голуэя. Эта армия должна была поддержать испанские войска, верные Карлу VI Австрийскому, который утверждал, что является законным наследником испанского престола; однако это утверждение оспаривал его противник, Филипп Анжуйский, который собрал собственную армию и был полон решимости победить Карла в бою. Кампания против анжуйских войск началась в марте, союзники продвигались вперед, разрушили несколько мануфактур и осадили город Вильена; вскоре после начала осады, однако, несколько французских дезертиров предупредили их о том, что на северо-востоке к Альмансе продвигаются крупные франко-испанские силы. Графу Голуэю также сообщили, что второй вражеский отряд под командованием Филиппа II, герцога Орлеанского, движется на подкрепление первому отряду; в ответ на эту информацию граф немедленно выдвинулся вперед, пытаясь не допустить соединения этих двух сил. Однако манёвр не удался, и 15-тысячной армии союзников противостояли 25 000 французских и испанских солдат, которые к тому же обладали большим количеством артиллерийских орудий. Два войска столкнулись в битве при Альмансе, которая началась во второй половине дня 25 апреля. Сражение началось с того, что обе стороны подвергли артиллерийскому обстрелу позиции друг друга. После того как общая бомбардировка закончилась, кавалерия союзников была направлена для атаки центра франко-испанских позиций. Драгунский полк королевы был направлен вместе с драгунами Эссекса (Essex’s Dragoons) для атаки артиллерийской батареи противника, которая обстреливала линию союзников. Полк атаковал батарею и заставил ее отступить, но затем был втянут в бой с испанской кавалерией, которая превосходила их числом примерно три к одному, согласно полковым записям; последовавший бой «почти уничтожил» полк, а его полковник был убит вместе с большим количеством офицеров и солдат. Остатки двух кавалерийских полков отступили к линии союзников, где залповый огонь союзной пехоты начал наносить значительные потери франко-испанским войскам; однако именно в этот момент 7000 португальских солдат, входивших в состав союзной армии, внезапно дезертировали, начиная с кавалерии и быстро следуя за пехотой. Дезертирство переломило ход сражения и привело к франко-испанской победе: 2000 союзных пехотинцев были взяты в плен, а остатки союзной армии разгромлены. Союзная армия потеряла около 4000 убитых и раненых и ещё 3000 взятых в плен; хотя нет конкретных данных о потерях полка, когда весной он вернулся в Англию и начал набор, он смог набрать только 150 солдат и офицеров.

### Восстание якобитов и смена названия полка

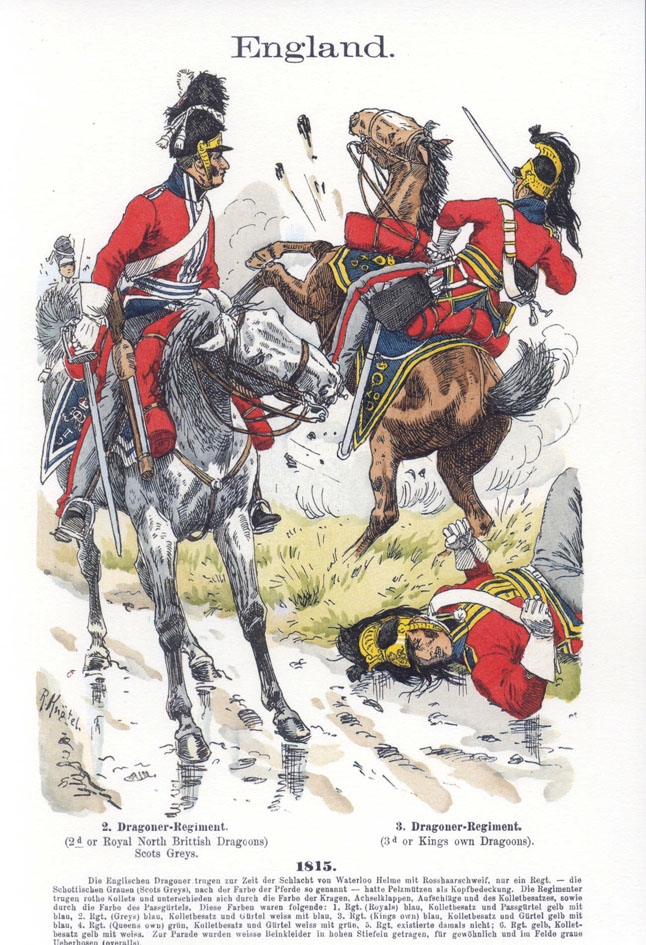
Солдат 3-го собственного Его Величества драгунского полка (справа) 1815 г.

Когда полк закончил комплектование в Англии, его отправили на север Шотландии. Там он входил в состав правительственного гарнизона. Когда в 1714 году на британский престол взошел Георг I, название полка было вновь изменено, и в том же году он стал Собственным Его Величества драгунским полком (King’s Own Dragoons). Вскоре после его восшествия на престол произошло крупное восстание якобитов; полк был в числе правительственных войск, собранных в Шотландии, чтобы воспрепятствовать продвижению якобитских сил. В битве при Шерифмьюире 13 ноября правительственная армия под командованием герцога Аргайлла, в состав которой входил полк, разбила более многочисленную армию якобитов; источники не дают точных сведений об участии полка, но известно, что он составлял часть левого крыла армии, поддерживая несколько пехотных полков. На крыло напала пехота якобитов, которая понесла значительные потери, но три эскадрона полка атаковали пехоту и заставили её отступить; это позволило правительственным войскам отойти и собраться вновь без дальнейших потерь. Полк больше не участвовал в боях во время восстания, оставаясь в составе армии герцога Аргайлла, которая преследовала якобитские войска, отступавшие на север. 8 февраля армия заняла гарнизон Абердина; вскоре после этого восстание прекратилось. В течение короткого периода полк дислоцировался в Элгине, а затем был переведен в южную Англию, где оставался более 20 лет; он стал малочисленным гарнизонным соединением и мало чем занимался, кроме проведения эпизодических рейдов против контрабандистов на английском побережье.

### Война за австрийское наследство
20 октября 1740 года Карл VI умер, и его дочь, Мария Терезия Австрийская, заняла место на троне Габсбургов. Восшествие на престол вызвало множество политических разногласий, которые вылились в Войну за австрийское наследство. Король Георг II пообещал Марии Терезии поддержку Великобритании, и в мае 1742 года 16-тысячная британская армия отплыла в Остенде, чтобы соединиться с военными силами Республики Соединённых провинций, которая также решила поддержать Марию Терезию. Часть армии составляли Собственные Его Величества драгуны. Британские войска прибыли в Голландскую республику, но не сразу отправились в поход, а перебрались в зимние кварталы в Брюгге и Генте. Наконец, в феврале 1743 года армия выступила в долину Рейна; полк был выбран для формирования передового охранения. К июню британская армия соединилась с ганноверскими и австрийскими войсками у реки Майн. Союзным войскам, насчитывавшим в общей сложности около 44 000 человек, противостояло около 70 000 французских солдат. После периода маршей и контрмаршей, а также прибытия короля Георга II, который принял на себя командование союзными войсками, французская армия вступила в бой с союзниками в битве при Деттингене 27 июня. Собственный Его Величества драгунский полк был размещён на левом фланге союзной армии с инструкциями по защите пехоты при её продвижении. В течение трех часов полк находился под огнем французской артиллерии и понес большие потери. В конце концов полк получил приказ наступать, после чего столкнулся с более крупными силами французской кавалерии; после ожесточенной схватки и больших потерь он отбросил французскую кавалерию. Вскоре после этого французская армия была вынуждена отступить, и остатки полка приняли участие в общем кавалерийском преследовании французских войск, что привело к новым потерям. Полк потерял 42 офицера и других чина убитыми и 106 ранеными, значительно сократив свою численность; это вызвало замечание Георга II, когда он проводил смотр союзных войск после окончания сражения. Он в резком тоне спросил адъютанта, кому принадлежал полк, на что его командир ответил: «Прошу вас, ваше величество, это мой полк, и я полагаю, что остатки его находятся в Дёттингене».
Битва при Деттингене остановила продвижение французов к Республике Соединённых провинций, и конфликт перерос в долгую череду мелких и нерешительных сражений в Южных Нидерландах. В конце 1743 года полк переехал на зимние квартиры в Гент и получил партию новобранцев для пополнения своих рядов; однако полк не покидал южных Нидерландов до мая 1745 года, когда герцог Камберленд был отправлен на континент, чтобы принять командование союзной армией. В начале мая Камберленд продвинулся к городу Турне, осаждённому французскими войсками; через несколько дней союзная армия участвовала в битве при Фонтенуа, где потерпела решительное поражение от превосходящих французских сил. Подробных записей, описывающих участие Его Величества драгун в сражении, не сохранилось; командир полка лишь отметил, что полк предпринял несколько кавалерийских атак на французскую линию, но был вынужден отступить вместе с остальной частью союзной армии, потеряв девять человек убитыми и 18 пропавшими без вести. Союзная армия отступила назад в Южные Нидерланды, преследуемая французами, но полк не участвовал в дальнейших боях; вместо этого он был отправлен на север для получения новых рекрутов, а затем получил приказ готовиться к транспортировке в Англию. 25 июля, воспользовавшись поражением англичан в битве при Фонтенуа, принц Чарльз Эдуард Стюарт высадился в Инвернессшире и начал организовывать очередное восстание якобитов.
В течение месяца после высадки Стюарт собрал отряд из 1600 человек из различных шотландских кланов и начал маршировать на юг, увеличив численность до 2500 человек к середине сентября 1745 г., когда он вошел в Эдинбург. Пока принц продвигался вперед, герцог Камберлендский собрал свои полки во Фландрии, а затем переправил их в Англию. 25 октября 1745 он прибыл в Лондон и присоединился к остальным частям правительственной армии в Личфилде. Однако советы нескольких старших офицеров, а также отсутствие поддержки со стороны французских и английских якобитов заставили Стюарта отдать приказ об отступлении, и его войска двинулись обратно на север Шотландии, а правительственная армия начала преследование. 16 декабря передовому отряду правительственной армии, в состав которого входил Собственный Его Величества драгунский полк, удалось обойти арьергард якобитов и устроить засаду. Засада не совсем удалась из-за того, что она была устроена в темноте, и правительственные войска понесли больше потерь, чем нанесли. Во время засады полк высадился и сражался как пехота, неоднократно вступая в схватки с якобитскими войсками и участвуя в рукопашных боях, понеся ряд потерь. Затем полк вновь высадился и преследовал арьергард якобитов до Карлайла, находясь вблизи города до его капитуляции 30 декабря. Сведения о полке за следующий год неясны; похоже, что он участвовал в битве при Каллодене в 1746 году, но подробностей нет. После победы правительства при Каллодене полк вместе с остальными частями правительственной армии продвинулся в Хайленд, а затем был отведён в Данди; после подавления восстания он был переведён в Йорк, где охранял пленных якобитов.

### Семилетняя война

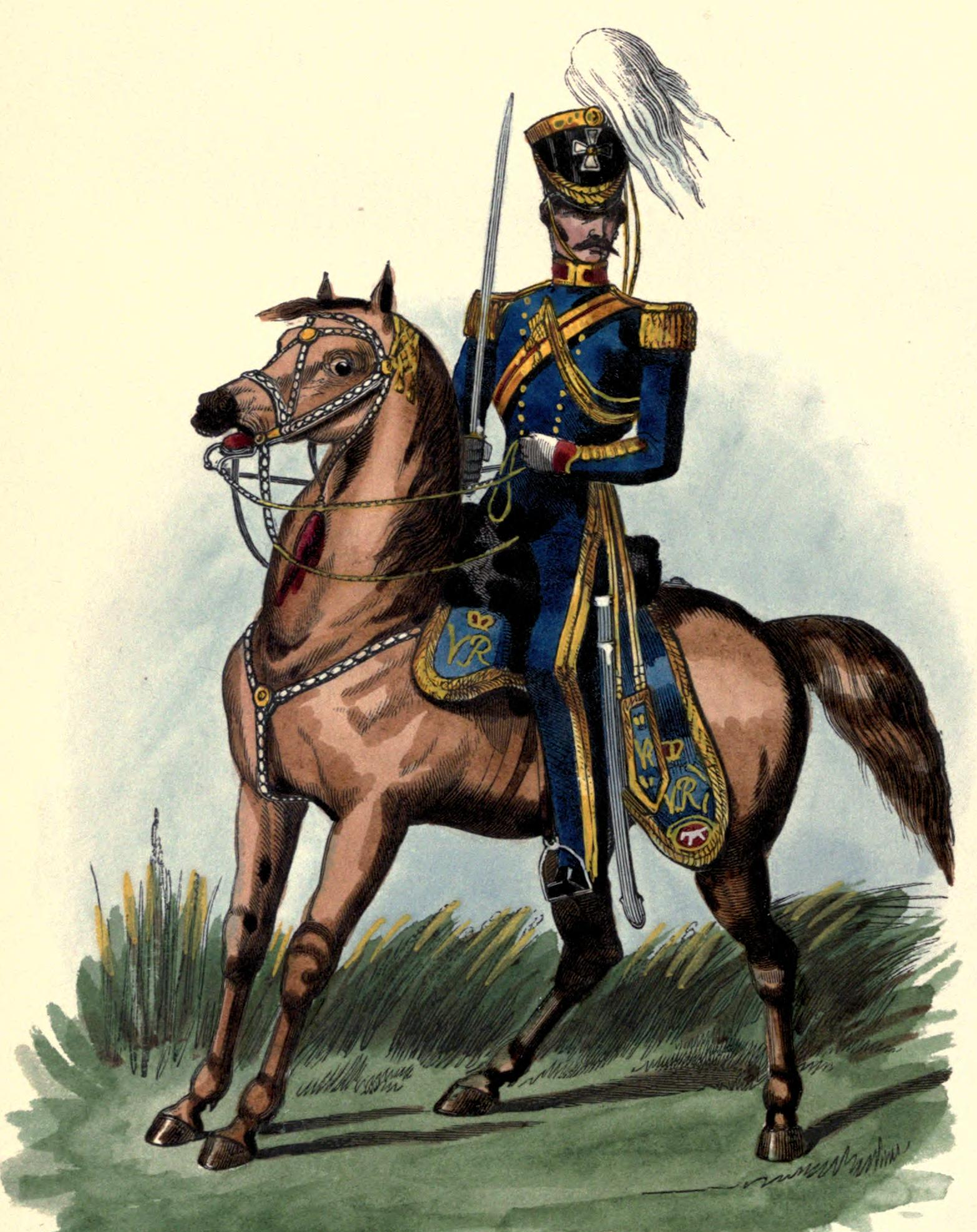
Униформа 3-го лёгкого драгунского полка, 1840-е годы.

В следующий раз полк участвовал в набеге на Сен-Мало, уничтожив бо́льшую часть французских запасов в июне 1758 года во время Семилетней войны. С таким же успехом он уничтожал суда в гавани во время набега на Шербур в августе 1758 года. Полк был расквартирован в Ислингтоне и нес караульную службу в Эпсли-хаус, доме лорда Батерста, во время Бунта лорда Гордона в 1780 году.

### Наполеоновские войны
В июле 1809 года полк отправился в Нидерланды и принял участие в катастрофической Вальхеренской кампании: многие бойцы подхватили болезнь под названием «Вальхеренская лихорадка», которая считалась сочетанием малярии и тифа, после чего в сентябре вернулись домой. В апреле 1810 года полку было поручено восстановить порядок после беспорядков, вызванных протестами против заключения сэра Фрэнсиса Бердетта в лондонский Тауэр. В августе 1811 года полк высадился в Лиссабоне для участия в Пиренейских войнах.[Он принимал участие в осаде Сьюдад-Родриго в январе 1812 года и Бадахоса в марте 1812 года, а затем предпринял успешные вылазки в битве при Вильягарсии в апреле 1812 года и в битве при Саламанке в июле 1812 года. Далее полк участвовал в битве при Витории в июне 1813 г., а затем, на территории Франции сражался в битве при Тулузе в апреле 1814 г. Полк вернулся домой в июле 1814 г..

### Викторианская эпоха
В 1818 году полк был переименован в 3-й (собственный Его Величества) полк (лёгких) драгун (3rd (The King’s Own) Regiment of (Light) Dragoons). Он служил в Ирландии с января 1820 по июнь 1822 года и с марта 1826 по апрель 1829 года. В июле 1837 года он был направлен в Индию и, перейдя в Афганистан, участвовал в битве при Кабуле в сентябре 1842 года во время Первой англо-афганской войны. Он снова сражался в битве при Мудки, в битве при Ферозешахе в декабре 1845 года и в битве при Собраоне в феврале 1846 года во время Первой англо-сикхской войны. Затем он участвовал в битве при Чиллианвале в январе 1849 г. и в битве при Гуджрате в феврале 1849 г. во время Второй англо-сикхской войны. Полк был переименован в 3-й (собственный Его Величества) гусарский полк (3rd (The King’s Own) Hussars) в 1861 г. В 1868 г. он был направлен в Индию, в 1879 г. вернулся в Англию, затем на короткое время был направлен в Шотландию в 1887 г., а с 1889 по 1894 г. был расквартирован в Ирландии. Полк вернулся в Индию в 1898 г. В декабре 1901 г. он был переброшен в Южную Африку для участия во Второй англо-бурской войне и участвовал в последних крупных операциях по захвату буров на северо-востоке Колонии Оранжевой реки. После окончания войны в Южной Африке 507 офицеров и солдат полка вернулись в Индию на судне SS Ionian в октябре 1902 г., где они были расквартированы в Сиалкоте в провинции Пенджаб.

### Первая мировая война
В начале Первой мировой войны полк был расквартирован в Шорнклиффе в составе 4-й кавалерийской бригады. По мобилизации бригада была приписана к кавалерийской дивизии Британских экспедиционных сил и отправлена во Францию. В октябре 4-я бригада была приписана ко 2-й кавалерийской дивизии, в составе которой она оставалась до конца войны, служа на Западном фронте.

### Межвоенный период
Полк был переименован в 3-й собственный Его Величества гусарский полк (3rd The King’s Own Hussars) в январе 1921 года. В ноябре 1921 года он был переброшен в Турцию в составе британских интервенционных сил и оставался там до 24 августа 1923 года, когда отплыл в Египет.[69] В 1926 году полк был расквартирован в Лакхнау, Индия. Вернувшись в Англию в 1932 году, полк сначала был расквартирован в Йорке, а в 1934 году переведён в Тидуорт. Механизация полка началась в 1935 году, когда он начал получать грузовые автомобили, а в следующем году — бронеавтомобили. В 1937 году полк передислоцировался в Олдершот, где служил в качестве разведывательного подразделения 2-й пехотной дивизии.

### Вторая мировая война

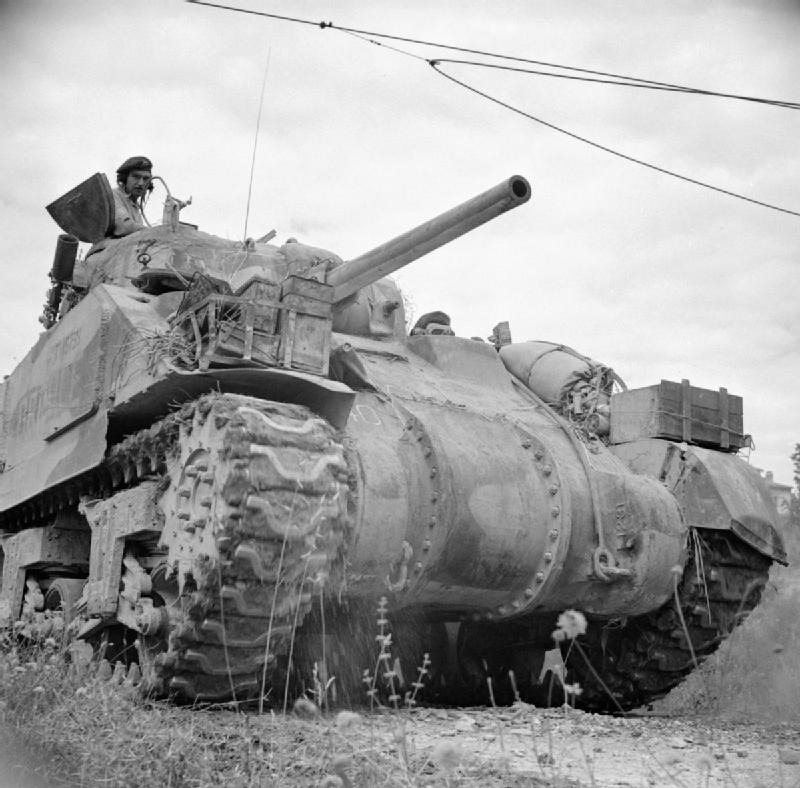
Танк Шерман 3-го гусарского полка в ходе Итальянской кампании, 7 июля 1944 г.

В 1939 году 3-й собственный Его Величества гусарский полк был включен вместе с 4-м гусарским полком в 1-ю бронетанковую бригаду. После падения Франции 3-й гусарский полк был отправлен в Северную Африку и приписан к 7-й бронетанковой бригаде. Полк участвовал в Североафриканской кампании. В 1941 году эскадрон B был отправлен в Сингапур в качестве подкрепления, но после падения Сингапура его перебросили на Яву, где после короткого боя ему было приказано сдаться, и остаток войны полк провел в качестве военнопленных. 54 члена эскадрона B погибли в плену у японской императорской армии. Немногие выжившие вернулись в полк в 1945 году после окончания войны. Остатки полка сражались в составе 9-й бронетанковой бригады во второй битве при Эль-Аламейне. После кампании в Северной Африке 3-й гусарский полк участвовал в Итальянской кампании, где служил в течение 1944 и 1945 годов.

### Послевоенный период и объединение
Полк был отправлен в Палестину в октябре 1945 г. Летом 1948 г. он был переведён в Кингсвей-Баррекс в Рендсбурге, затем в Рипон-Баррекс в Билефельде в 1951 г., в Эпсом-Баррекс в Изерлоне в июле 1953 г. и в Йорк-баррекс в Мюнстере, Северный Рейн-Вестфалия в сентябре 1957 г. В октябре 1958 г. он вернулся домой в Тидуорт-Кэмп, где был объединен с 7-м собственным Её Величества гусарским полком, чтобы сформировать Собственный Её Величества гусарский полк в ноябре 1958 г..

## Полковой музей
Полковая коллекция переезжает в новое здание в Уорике, известное как «Тринити Мьюз»: оно должно открыться в 2018 году.

## Боевая слава
На знамени полка отражены боевые кампании и сражения в которых полк принимал участие:
- Война за австрийское наследство: Dettingen
- Наполеоновские войны: Salamanca, Vittoria, Toulouse, Peninsula
- Индия: Cabool 1842, Moodkee, Ferozeshar, Sobraon, Chillianwallah, Battle of Goojerat, Punjaub
- Вторая англо-бурская война: South Africa 1902
- Первая мировая война: Mons, Le Cateau, Retreat from Mons, Marne 1914, Aisne 1914, Messines 1914, Armentières 1914, Ypres 1914 '15, Gheluvelt, St. Julien, Bellewaarde, Arras 1917, Scarpe 1917, Cambrai 1917, '18, Somme 1918, St. Quentin, Lys, Hazebrouck, Amiens, Bapaume 1918, Hindenburg Line, Canal du Nord, Selle, Sambre, France and Flanders 1914-18
- Вторая мировая война: Sidi Barrani, Buq Buq, Beda Fomm, Sidi Suleiman, El Alamein, North Africa 1940-42, Citta della Pieve, Citta di Castello, Italy 1944, Battle of Crete